# Плониця (Нижньосілезьке воєводство)
Плониця (пол. Płonica) — село в Польщі, у гміні Злотий Сток Зомбковицького повіту Нижньосілезького воєводства.
Населення — 188 осіб (2011).
У 1975-1998 роках село належало до Валбжиського воєводства.

## Демографія
Демографічна структура станом на 31 березня 2011 року:
|          | Загалом | Допрацездатний вік | Працездатний вік | Постпрацездатний вік |
| -------- | ------- | ------------------ | ---------------- | -------------------- |
| Чоловіки | 90      | 10                 | 74               | 6                    |
| Жінки    | 98      | 20                 | 60               | 18                   |
| Разом    | 188     | 30                 | 134              | 24                   |